# Josep A. Planell i Estany
Josep A. Planell i Estany (Barcelona, 1951) es licenciado en Física por la Universidad de Barcelona (1975) y doctor en Ciencia de los materiales por la Universidad de Londres (1983). 

## Biografía
Desde 1992 es catedrático del Departamento de Ciencia de los Materiales e Ingeniería Metalúrgica en la Escuela Técnica Superior de Ingeniería Industrial de Barcelona de la Universidad Politécnica de Cataluña (UPC). Ha sido director del Instituto de Bioingeniería de Cataluña (IBEC) desde su creación en diciembre de 2005 hasta abril de 2013, cuando toma posesión del cargo de rector de la Universidad Abierta de Cataluña, relevando a Imma Tubella i Casadevall.
En 2001 fue galardonado con la Distinción para la Promoción de la Investigación Universitaria de la Generalidad de Cataluña. Es miembro de la Real Academia de Doctores desde 2006 y es miembro electo de la Real Academia de Ciencias y Artes de Barcelona. En 2006 recibió el premio Ciutat de Barcelona en el área de investigación tecnológica. En 2013 recibió el premio George Winter de la Sociedad Europea de Biomateriales «por su excelencia en la investigación, visión y difusión de la ciencia de los biomateriales, ampliamente reconocida entre la comunidad científica».
También ha sido vicepresidente de la Sociedad Europea de Biomateriales (European Society for Biomaterials), editor jefe del Journal of Materials Science: Materials in Medicine y es miembro del comité editorial de varias revistas científicas.
Las principales áreas de investigación del Dr. Planell son los biomateriales y la ingeniería de tejidos para su aplicación a la medicina regenerativa.

## Publicaciones
- UOC - Colecciones de la Biblioteca Virtual (Summon) (enlace roto disponible en Internet Archive; véase el historial, la primera versión y la última).
- CBUC - Catálogo Colectivo de las Universidades Catalanas (enlace roto disponible en Internet Archive; véase el historial, la primera versión y la última).
- DOAJ - Directory of Open Access Journals
- RECERCAT - Depósito de Investigación de Cataluña
- RACO - Revistas Catalanas con Acceso Abierto
- IDEC - Catálogo de publicaciones
- Dialnet
- Scirus (enlace roto disponible en Internet Archive; véase el historial, la primera versión y la última).
- Google Scholar